# Sovnarkhoze

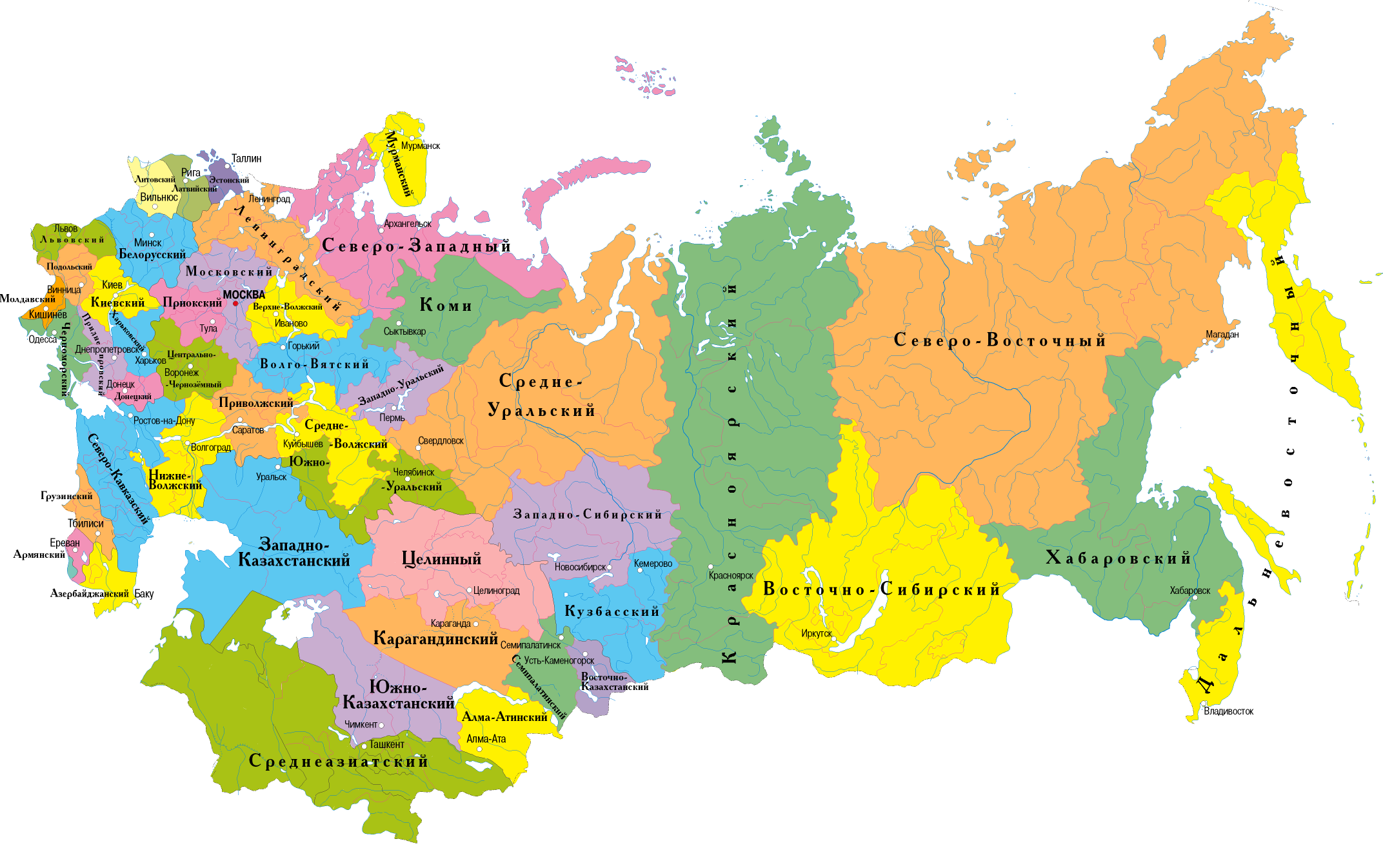
Carte des subdivision de l'Union soviétique.

Les sovnarkhozes sont des organes d'État de gestion territoriale de l'économie nationale de l'URSS. L’activité des sovnarkhozes couvre deux périodes de l’histoire de l’URSS séparées dans le temps - de 1917 à 1932  et la période de la réforme économique de 1957-1965.

## Les sovnarkhozes de 1957 à 1965.
Les sovnarkhozes sont créés lors des réformes agricoles entreprises par Nikita Khrouchtchev en 1957. Leur but était de décentraliser la gestion de l'industrie soviétique. Ils sont remplacés par un système de gestion centralisée à la suite de l'abandon des réformes de Khrouchtchev en 1965.